# Хвощове
Хвощове́ — село в Україні, у Шишацькій селищній громаді Миргородського району Полтавської області. Населення становить 303 осіб. До 2015 орган місцевого самоврядування — Шишацька селищна рада.

## Географія
Село Хвощове знаходиться на відстані 0,5 км від села Бабичі та за 1,5 км від сіл Вишневе, Цьови та Мала Бузова. На території села протікає пересихаючий струмок з загатою. У селі є 1магазин, клуб, дитячий садок, фельдшерсько-акушерський пункт, пошта, тік, МТФ№ 3 і комплекс. У селі проводяться концерти, в яких беруть участь діти села, на стадіоні молодь любить пограти в м’яча та різні ігри. Також є ліси і 2 чудових ставка. На одному з них розташований пляж, де всі люблять відпочивати. У селі є долина, на якій люди заготовлюють сіно для худоби. Також там є  мангали і все, що потрібно для відпочинку. Біля Хвощового проходить автомобільна дорога Т 1720.

## Історія
12 червня 2020 року, відповідно до розпорядження Кабінету Міністрів України № 721-р «Про визначення адміністративних центрів та затвердження територій територіальних громад Полтавської області», село увійшло до складу Шишацької селищної громади.
19 липня 2020 року, в результаті адміністративно — територіальної реформи та ліквідації Шишацького району, село увійшло до складу новоутвореного Миргородського району Полтавської області.

## Економіка
- Молочно-товарна ферма.